# Park im. gen. Józefa Sowińskiego w Warszawie
Park im. gen. Józefa Sowińskiego – park miejski znajdujący się u zbiegu ulic Elekcyjnej i Wolskiej w warszawskiej dzielnicy Wola. Graniczy z cmentarzem prawosławnym i parkiem im. Edwarda Szymańskiego.

## Historia

Historyczne zdjęcie amfiteatru, ok. 1971

Park powstał z inicjatywy Towarzystwa Przyjaciół Woli według projektu Zygmunta Hellwiga i Kazimierza Kozłowskiego, na polecenie prezydenta m.st. Warszawy, Stefana Starzyńskiego. Zlokalizowano go częściowo na terenie reduty Sowińskiego, częściowo na terenie dawnych glinianek i cegielni Merenholca, włączono w jego obręb także fragmenty wałów. 
Park został otwarty dla publiczności 3 sierpnia 1936 roku. Poświęcenia dokonał ksiądz Wacław Murawski. Był to pierwszy publiczny park na robotniczej Woli. Powstały też plac zabaw dla dzieci i boiska. 
28 listopada 1937 w parku odsłonięto pomnik gen. Józefa Sowińskiego dłuta Tadeusza Breyera.
W czasie powstania warszawskiego w pobliżu pomnika patrona parku znajdowało się stanowisko bojowe „Ziu” – niemieckiego samobieżnego moździerza typu Karl. W sierpniu 1944 roku Niemcy zamordowali tam około 1500 osób i spalili zwłoki 6000 ofiar rzezi na Woli. Wydarzenia te upamiętnia tablica pamiątkowa projektu Karola Tchorka ustawiona w latach 50. XX wieku. 
Po wojnie park został odrestaurowany, z zachowaniem pierwotnego układu kompozycyjnego. W miejscu dawnej glinianki zbudowano amfiteatr na 3000 osób. Po roku 2000 został on zadaszony dachem namiotowym na 4 masztach, z 2000 miejsc siedzących na widowni. Od tego czasu jest to miejsce popularnych koncertów weekendowych. 
W 2019 w parku w ramach realizacji projektu zgłoszonego do budżetu obywatelskiego powstała tężnia solankowa, w 2021 rozbudowano plac zabaw dla dzieci.